# 카카
히카르두 이젝송 두스 산투스 레이치(포르투갈어: Ricardo Izecson dos Santos Leite ʁiˈkaɾdu iˈzɛksõw duˈsɐ̃tus ˈlejt͡ʃi[*], 1982년 4월 22일 ~)는 흔히 카카(포르투갈어: Kaká kaˈka[*]) 혹은 히카르두 카카(포르투갈어: Ricardo Kaká) 로도 알려진 브라질의 은퇴한 축구 선수로, 브라질 국가대표팀에서 활약했으며 포지션은 공격형 미드필더이다. 선수 말년에는 현대축구의 변화와 부상으로 인한 기량의 저하로 중앙 미드필더 위치에서 경기를 하는 모습도 자주 보였다.
카카는 8세의 나이로 인근 구단에서 축구를 시작했고, 같은 시기에 테니스도 쳤지만, 상파울루에 15세의 나이로 첫 프로 계약을 맺고 입단하면서 축구에 집중하기 시작했다. 2003년, 그는 €8.5M에 밀란에 입단했다. 밀란에서 활약하며, 카카는 세리에 A와 UEFA 챔피언스리그 우승을 경험했고, 2007년에는 FIFA 올해의 선수와 발롱도르를 받기도 했다. 밀란에서 성공을 거둔 카카는 €65M에 레알 마드리드에 입단했다. 입단 당시 그는 €75M을 기록한 지네딘 지단에 이어 역대 최고 이적료 2위를 기록했다. 스페인에서 4시즌을 보낸 후, 그는 2013년에 밀란으로 복귀해 1년을 머물렀고, 100번째 개인 밀란 득점도 기록했다. 2013-14 시즌 후, 그는 메이저 리그 사커의 신생 구단인 올랜도 시티에 합류했지만, 그 전에 브라질의 친정 구단인 상파울루에 임대로 갔다. 2015년 그는 올랜도 시티에서 치른 첫 메이저 리그 사커 경기에서 득점을 기록했다. 그는 2015년 MLS 올스타 게임의 명단에 이름을 올렸고, 그 경기에서 최우수 선수로 선정되었다.
국제 무대에서, 카카는 2002년에 브라질 국가대표팀 경기에 처음 출전했고, 같은 해 우승을 거둔 FIFA 월드컵의 명단에도 자신의 이름을 올렸고, 이어지는 2006년과 2010년 대회에도 명단에 자신의 이름을 올렸다. 그는 브라질의 2005년과 2009년 FIFA 컨페더레이션스컵 우승 주역으로 2009년 대회에서는 대회 최우수 선수에게 주어지는 골든 볼도 받았다.
경기장 내의 공헌 외에도 카카는 인도주의적 활동으로도 알려졌다. 2004년, 그는 UN 산하 세계 식량 계획의 당시 최연소 홍보 대사로 위촉되었다. 카카는 경기장 내외의 공헌으로 2008년과 2009년의 가장 영향력 있는 사람들의 목록인 타임 100에 이름을 올렸다. 카카는 1,000만명의 트위터 추종자 수를 돌파한 최초의 인물이기도 했다.

## 유년 시절
히카르두 이젝송 두스 산투스 레이치는 브라질의 가마 출신으로, 토목 기사인 부친 보스코 이젝송 페헤이라 레이치와 초등학교 교사인 시모니 두스 산투스 사이에서 태어났다. 그는 재정적으로 넉넉한 가정에서 자랐기에 학업과 축구를 병행할 수 있었다. 그의 남동생 호드리구 (혹은 지강) 와 사촌형 에두아르두 질라니도 프로 축구 선수이다. 지강은 유년 시절 "히카르두"를 발음할 수 없어서 "카카"라고 불렀다. 결국 이는 카카 (Kaká) 라는 별칭으로 굳어졌다. 이 단어는 포르투갈어로 큰 의미를 지니고 있지 않다.
카카는 7세때 가족이 상파울루로 이주했다. 그는 학교에서 인근 유소년 구단이자 지역 대회 결승에 올랐던 "알파빌"에 배정했다. 이 곳에서 활약하던 카카는 고향의 상파울루에 의해 발굴되어 유소년 아카데미 입단 제의를 받았다.
카카는 18세 때, 수영장 사고를 당해 경력에 위협되는 것은 물론이고 하반신 마비를 일으킬 수 있는 척추 골절상을 당했지만 완쾌하는데 성공했다. 그는 이 기적적인 회복을 신에 감사했고, 그로부터 자신이 다니던 교회에 십일조를 지켰다.

## 클럽 경력

### 상파울루
카카는 8세의 나이에 상파울루에 입단하며 축구에 입문했다. 그는 15세의 나이에 상파울루의 유소년 아카데미와 계약하코 유소년컵 (Copa de Juvenil) 우승을 거두었다. 그의 1군 첫 경기는 2001년 2월 1일에 열렸고, 27경기에 출전해 12골을 넣어 상파울루가 처음이자 마지막으로 히우-상파울루 대회 우승을 거둘 수 있게 했는데, 그는 상파울루가 2-1로 이긴 보타포구와의 결승전에서 2분 사이에 2골을 기록했다.
그는 그 다음 시즌에 22경기에 출전해 10골을 기록했고, 그의 활약상은 유럽 구단들의 관심을 끌었다. 카카는 상파울루 소속으로 58경기에 출전해 23골을 기록했다.

### 밀란

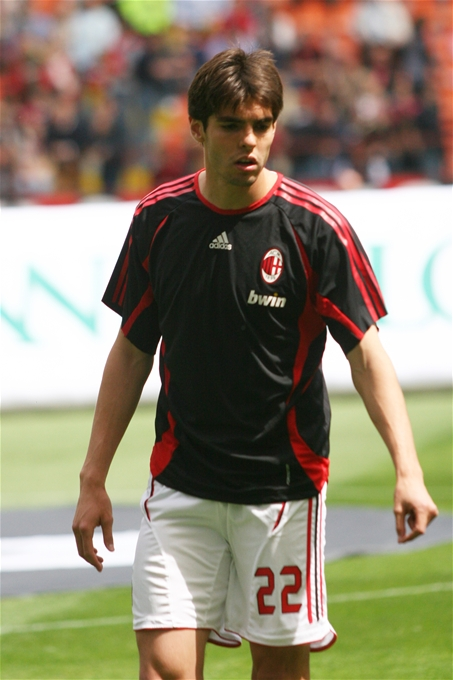
2007년, 밀란 훈련의 카카

꾸준한 카카에 대한 유럽의 관심은 UEFA 챔피언스리그 정상을 차지한 이탈리아의 밀란의 영입으로 귀결되었고, 그는 2003년에 €8.5M으로 입단했는데, 실비오 베를루스코니 구단주에 따르면 이 영입을 "땅콩"에 비유했다. 한달도 채 되지 않아, 그는 선발 명단에 이름을 올려 후이 코스타를 대신해 공격형 미드필더이자 플레이메이커로 배치되어, 공격수 욘 달 토마손, 필리포 인차기, 그리고 안드리 셰우첸코를 지원했다. 그의 첫 세리에 A 경기는 2-0으로 이긴 안코나 전이었다. 그는 밀란에서의 첫 시즌에 30경기 출전 10골을 기록했고, 수 차례 중요한 도움도 주었는데, 셰우첸코가 머리로 넣어 우승의 향방을 결정 짓고 밀란에게 작은 방패 (Scudetto) 와 UEFA 슈퍼컵을 가져다 준 골을 도왔지만, 인터콘티넨털컵과 수페르코파 이탈리아나에서는 준우승을 차지했다. 밀란은 코파 이탈리아에서 준결승전까지 올라갔지만, 나중에 우승을 차지한 라치오에게 패했고, UEFA 챔피언스리그에서는 데포르티보와의 8강전에서 패해 탈락했다. 카카는 첫 시즌에 펼친 활약으로 2004년에 세리에 A 올해의 선수로 선정되었고, 발롱도르 (15위) 와 FIFA 올해의 선수 (9위) 후보로도 이름을 올렸다.
카카는 2004-05 시즌 동안 중원에 배치된 5명의 선수들 중 한 명이었는데, 주로 안드리 셰우첸코의 후방 지원을 맡았다. 그를 뒤에서 지원한 두 명은 젠나로 가투소와 클라렌서 세이도르프로 수비를 탄탄히 했고, 마시모 암브로시니는 카카를 공격형 미드필더 역할에 집중할 수 있게 했고, 후이 코스타나 안드레아 피를로는 후방 플레이메이커로 배치되어 밀란의 득점 기회 창출을 책임졌고, 이탈리아와 유럽에서 믿음직한 중원을 형성했다. 밀란은 라치오와의 수페르코파 이탈리아나 경기에서 승리하는 것으로 시작했다. 그는 36번의 국내 경기에 출전하여 7골을 기록했지만, 밀란은 작은 방패 쟁탈전에서 준우승을 차지했다. 밀란은 같은 시즌에 코파 이탈리아 결승전에 올랐다. 카카는 그 시즌 밀란의 UEFA 챔피언스리그에서 중추적인 역할을 맡아 밀란과의 결승전에 오를 수 있게 도왔는데, 이 과정에서 2골을 기록하고 5골을 도왔다. "이스탄불의 악몽"으로 알려진 이 경기에서 밀란은 전반이 끝날 때까지 3-0으로 앞서나갔지만, 후반전에 리버풀에게 6분 간격으로 내리 3골을 실점했고, 결국 승부차기 끝에 2-3으로 패했다. 경기는 대회 역사상 최고의 결승전으로 회자되는 명승부였고, 카카는 전반전에 인상적인 활약을 펼쳤다. 그는 파올로 말디니의 선제골로 이어진 프리킥을 초반에 획득했고, 에르난 크레스포의 추가골로 연결했고, 이후 리버풀을 상대로 길게 감기는 패스를 배급해 리버풀의 수비에 균열을 내고 공을 크레스포에 건네 밀란의 3번째 골로도 연결했다. 카카는 한 번 더 발롱도르와 FIFA 올해의 선수 후보로 지명되었고, 각각 9위와 8위를 차지했으며, 같은 해 2005년 UEFA 클럽 최우수 미드필더로 선정되었다.

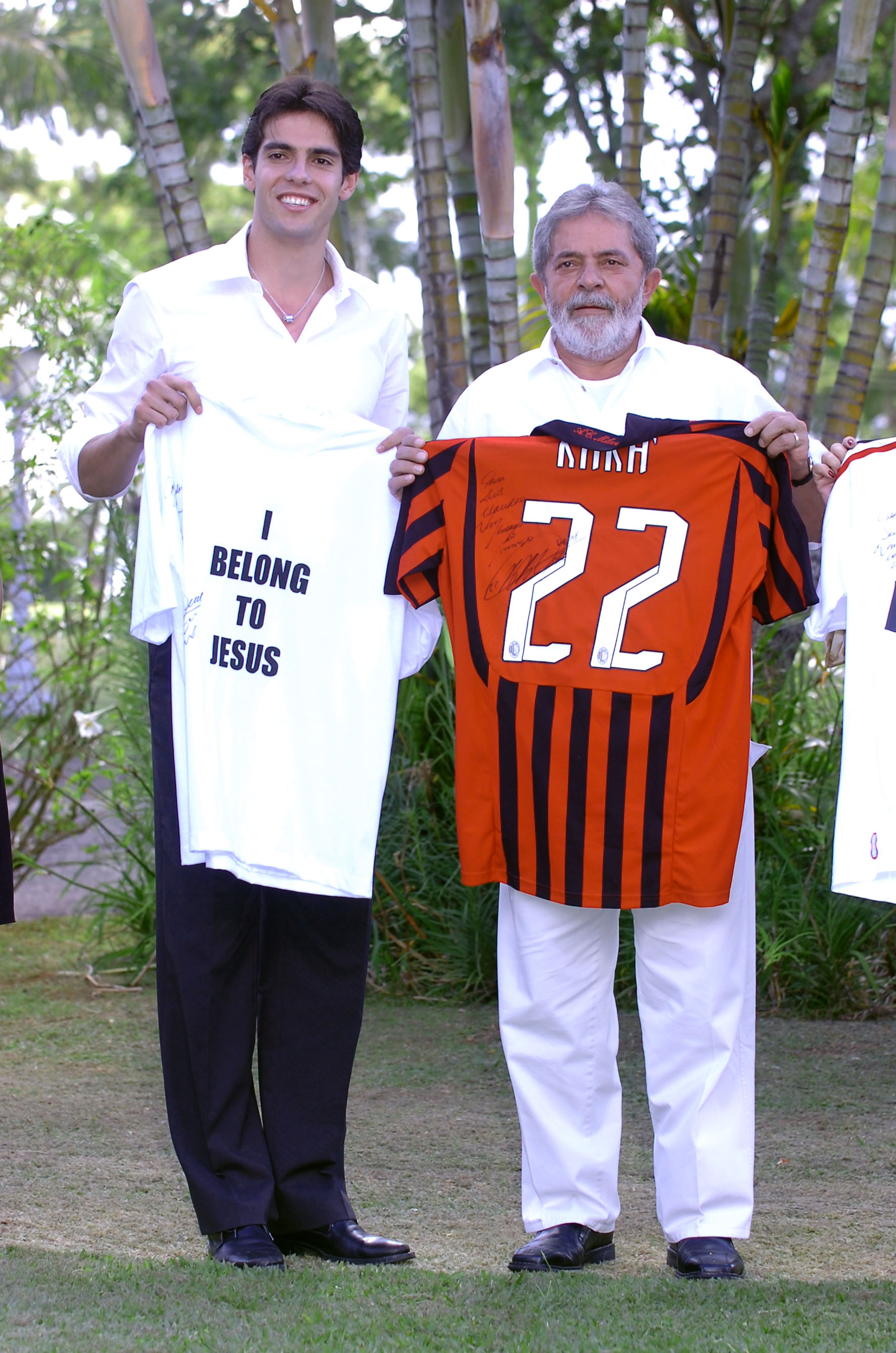
2007년, 루이스 이나시우 룰라 다 시우바 브라질 전 대통령에 밀란 유니폼을 건낸 카카

2005-06 시즌 카카는 국내 대회 첫 해트트릭을 완성했다. 2006년 4월 9일, 그는 키에보를 상대로 빨강-검정 군단 (Rossoneri) 에 합류한 이래 해트트릭을 기록했는데, 3골 모두 후반전에 터졌다. 밀란은 2005-06년 UEFA 챔피언스리그에서 나중에 정상에 오른 바르셀로나에 패해 탈락했고, 코파 이탈리아는 8강에서 떨어졌다. 밀란은 또다시 세리에 A 준우승을 차지했는데, 카카는 리그에서 17골을 넣었다. 그러나, 2006년 칼초폴리 스캔들이 터지자, 밀란은 30점 감점을 당해 최종 순위는 3위가 되었다. 카카는 발롱도르와 FIFA 올해의 선수 후보로 3년 연속 선정되었고, 각각 11위와 7위를 차지했다. 그는 UEFA 올해의 침 일원으로도 뽑혔고, 생애 처음으로 FIFPro 세계 XI에도 선정되었다.
안드리 셰우첸코가 2006-07 시즌에 첼시로 떠나면서, 카카는 밀란 공격의 중심점이 되었고, 그는 중원과 전방을 오고가며 공격수나 필리포 인차기의 뒤에 배치된 두 번째 공격수로도 배치되는 것은 물론 전형적인 공격형 미드필더 위치에 배치되기도 했다. 2006년 11월 2일, 그는 4-1로 이긴 벨기에의 안데를레흐트와의 조별 리그 경기에서 자신의 첫 UEFA 챔피언스리그 해트트릭을 기록해 4-1 승리를 견인했다. 그는 10골로 2006-07년 UEFA 챔피언스리그의 득점왕에 등극했다. 그 중 한 골은 셀틱과의 16강전에서 빨강-검정 군단이 합계 1-0 승리를 거둘 수 있게 했고, 맨체스터 유나이티드와의 준결승전에서는 3골을 추가했다. 밀란은 같은 시즌 코파 이탈리아에서도 준결승전에 올랐지만, 나중에 우승을 차지한 로마에게 졌고, 세리에 A에서는 4위의 성적을 거두었다.
2007년 5월 23일, 카카는 밀란이 리버풀을 2-1로 이긴 UEFA 챔피언스리그 결승전에 출전해 우승에 일조했고, 2년 전에 그들에게 승부차기로 패배를 안겼던 상대에게 설욕했다. 비록 골을 추가하지 못했으나, 그는 필리포 인차기의 선제골로 이어진 프리킥을 획득했고, 추가골을 도왔다. 대회 내내 보인 훌륭한 활약에 힘입어 그는 UEFA.com의 투표에 응한 100,000명의 지지자에 의해 보다폰이 주관한 누리꾼 선정 시즌의 선수로 선정되었다. 8월 30일, 카카는 2006-07년 UEFA 챔피언스리그의 UEFA 최우수 공격수와 UEFA 올해의 클럽 축구 선수로 선정되었고, UEFA 올해의 팀 일원으로 생애 두 번째로 선정되었다. 그는 5번 도움도 기록해 UEFA 챔피언스리그 최다 도움 2위에 올랐고, 2007년 IFFHS에 의해 IFFHS 최우수 플레이메이커로도 선정되었다.

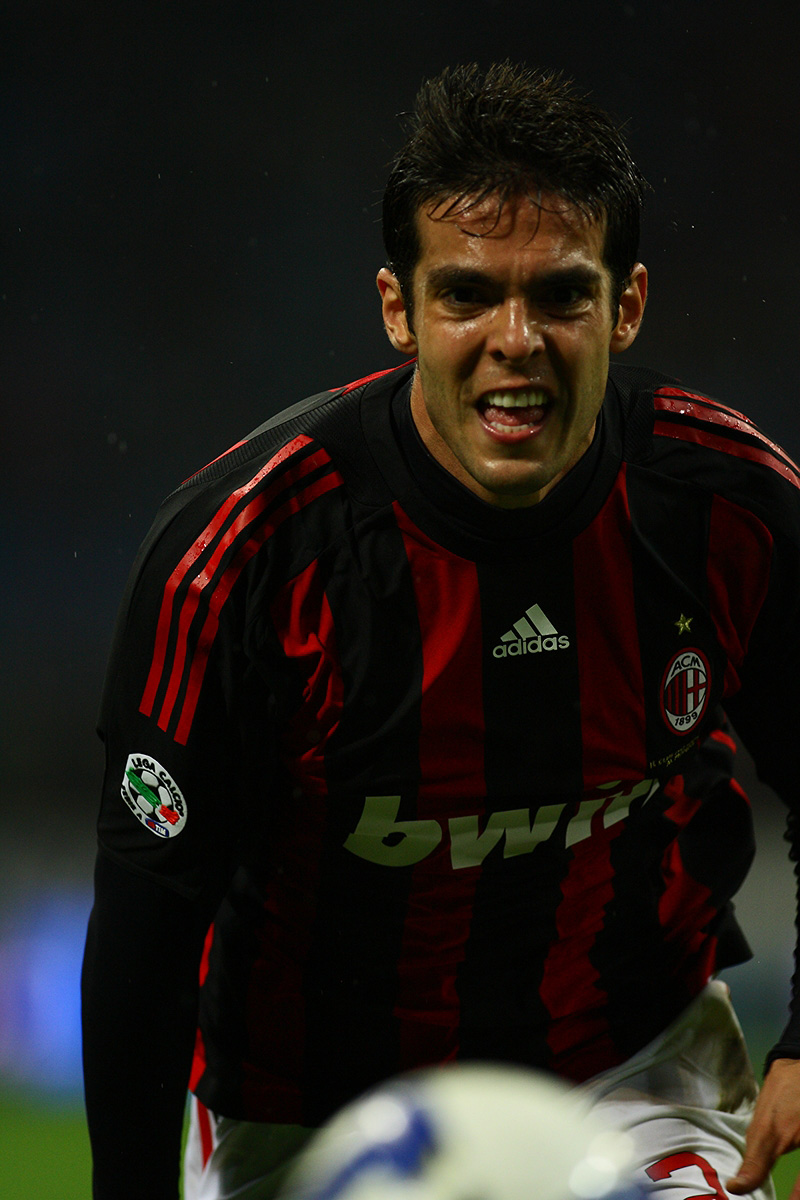
2009년 4월 19일, 토리노와의 밀란 경기에 출전한 카카

밀란은 2007-08 시즌을 8월 31일에 세비야와의 UEFA 슈퍼컵에서 3-1로 이기고 우승을 거두는 것으로 시작했는데, 카카는 밀란의 3번째 골을 기록했다. 카카는 세비야의 페널티 구역으로 들어가 페널티킥을 따냈고, 직접 주자로 나섰다. 비록 그가 찬 공은 안드레스 팔로프 골키퍼가 처음에 막았지만, 카카가 튀어나온 공을 머리로 집어넣었다. 앞서 카카는 전반전에 골대를 강타했다. 그는 9월 30일 1-1로 비긴 카타니아와의 안방 경기에서 200번째 밀란 경기를 치러 페널티킥을 성공했고, 10월 5일에는 FIFPro에 의해 2006-07 시즌 올해의 선수로 명명되었고, FIFPro 세계 XI을 선정하는 과정에 뽑혔다. 2007년 12월 2일, 카카는 444표로 2위 크리스티아누 호날두를 압도적인 득표율로 따돌리고 밀란의 8번째 발롱도르 수상자가 되었다. 2008년 2월 29일, 그는 밀란과 2013년까지 유효한 계약을 맺었다.
12월 16일, 카카는 FIFA 클럽 월드컵 정상에 올랐는데, 밀란은 보카 주니어스와의 결승전에서 4-2로 이겼고, 이 과정에서 그는 밀란의 3번째 골을 기록했다. 앞서 카카는 필리포 인차기의 선제골을 도왔고, 클라렌서 세이도르프와 훌륭하게 공을 주고 받은 뒤 인차기의 마무리 골도 도왔다. 그는 대회 최우수 선수로 골든 볼도 받았다. 12월 17일, 카카는 1,047표로 504표를 득표한 리오넬 메시와 426표를 득표한 크리스티아누 호날두를 제치고 2007년 FIFA 올해의 선수로 선정되었고, 생애 두 번째로 FIFPro 세계 XI의 일원과 FIFPro 올해의 축구 선수로도 선정되었다.
"그는 완벽한 선수입니다."
2008년 1월, 카카는 2007년 세리에 A 올해의 선수로도 지명되었는데, 그는 생애에 이 상을 두 번 받게 되었다. 5월 2일, 경기장 내외에서의 활동으로 타임지는 카카의 이름을 가장 영향력 있는 100인의 목록인 타임 100에 올렸다. 10월 14일, 그는 자국의 최고 선수들을 기념하는 마라카낭의 명예의 도보에 자신의 발자국을 남겼다. 그는 2009년에도 타임 100 목록에 자신의 이름을 올렸다. 카카는 2007-08 시즌을 15골로 끝냈고, FIFA 올해의 선수의 최종 후보로도 지명되었지만, 4위를 차지했고, 발롱도르에서는 8위를 차지했다. 그는 2008년 로레우스 올해의 스포츠인 후보로도 선정되었고, 생애 세 번째로 FIFA 세계 XI의 일원에 선정되었다.
"저는 카카가 밀란을 떠났을 때 우리가 한 선수단으로 얼마나 부진했는지 기억합니다. 2년에서 3년 동안 그는 최고의 선수였습니다. 구단은 그를 어떻게 떠나는 것을 제지할 지 도리가 없었습니다."
2009년 1월 13일, BBC는 맨체스터 시티가 £100M을 제의했다는 소식을 보도했다. 움베르토 간디니 밀란 단장은 카카와 맨체스터 시티가 개인적의로 합의할 경우에만 밀란이 협상에 임하겠다고 답했다. 카카는 본래 기자들에게 밀란에서 "성숙"해 주장을 맡는 것이 목표라고 말했지만, 이후 "밀란이 저를 매각하고 싶다면, 저는 앉아서 협상해볼 것입니다. 저는 구단이 저를 팔고 싶지 않다고 의사를 표한다는 가정 하에 무조건 남을 것입니다."라고 나중에 말했다. 1월 19일, 실비오 베를루스코니는 맨체스터 시티가 구단과의 협상 끝에 영입을 공식적으로 포기하면서 카카가 밀란에 남을 것임을 발표했다. 밀란은 구단 당사 밖에서 초저녁부터 농성을 벌였고, 이후 카카의 집 밖에서 연호를 하자 창문 밖으로 자신의 유니폼을 보이고 지지자들에게 경의를 표했다. 카카는 밀란에서의 마지막 시즌을 16골로 마쳤고, 밀란은 세리에 A 3위를 차지했으며, 그는 또다시 FIFA 올해의 선수 후보로 올라 2년 연속으로 4위를 차지했다. 그는 발롱도르 후보로도 지목되어 6위를 차지했고, UEFA 올해의 팀에 생애 3번째로 선정되었다.

### 레알 마드리드

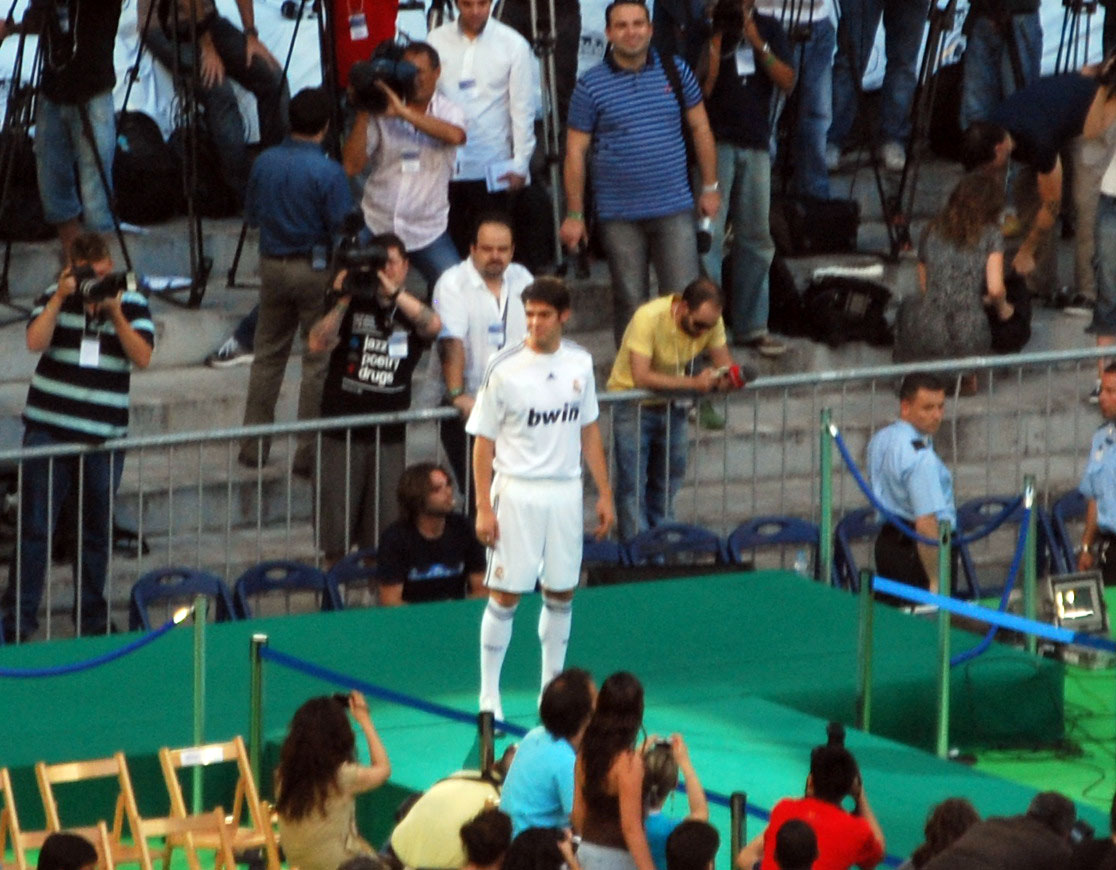
2009년 6월, 레알 마드리드 입단식의 카카

2009년 6월 3일, 풋볼 이탈리아의 보도 자료에 따르면 플로렌티노 페레스 레알 마드리드의 신임 회장이 밀란으로부터 카카를 영입하기 위해 €68.5M을 제의했다고 보도했는데, 당시 카카는 브라질 국가대표팀 경기를 치르러 이틀 전에 떠났었다. 아드리아노 갈리아니 밀란 부회장은 그와 카카의 부친 보스쿠 레이치가 멕시코로 나가 라 볼페와 접촉한 것을 인정했다: "우리는 점심 식사를 하며 카카에 대해 상의했습니다. 저는 부인하지 않습니다. 협상은 진행 중이며, 아직 마무리되지 않았습니다." 6월 4일, 갈리아니는 가제타 델로 스포르트와의 인터뷰에서 재정난이 그가 라 볼페와 접촉한 이유라고 밝혔다: "우리는 [밀란은] €70M을 잃는 것을 용납할 수 없습니다. ... 카카가 떠난 카카가 떠난 요인은 금전적인 이유일 것입니다." 6월 8일, 밀란은 레알 마드리드와 카카가 6년 계약을 맺고 산티아고 베르나베우로 가는데 합의했다.
카카는 2009년 6월 30일 레알 마드리드 입단식을 치렀고, 2009년 8월 7일, 5-1로 이긴 토론토와의 친선전에서 비공식 첫 경기에 출전했다. 그는 2009년 8월 19일, 5-0으로 이긴 도르트문트와의 시즌 전 경기에서 자신의 마드리드 1호골을 기록했다. 카카는 이후 2009년 8월 29일에 3-2로 이긴 데포르티보와의 경기에서 리그 첫 경기를 치렀다. 9월 23일, 그는 2-0으로 이긴 비야레알전에서 페널티킥으로 자신의 첫 골을 기록했다. 레알 마드리드는 라 리가를 준우승으로 마무리했는데, 카카는 라 리가에서 8골 6도움을 기록했고, 모든 대회를 통틀어 9골 8도움을 기록했다.

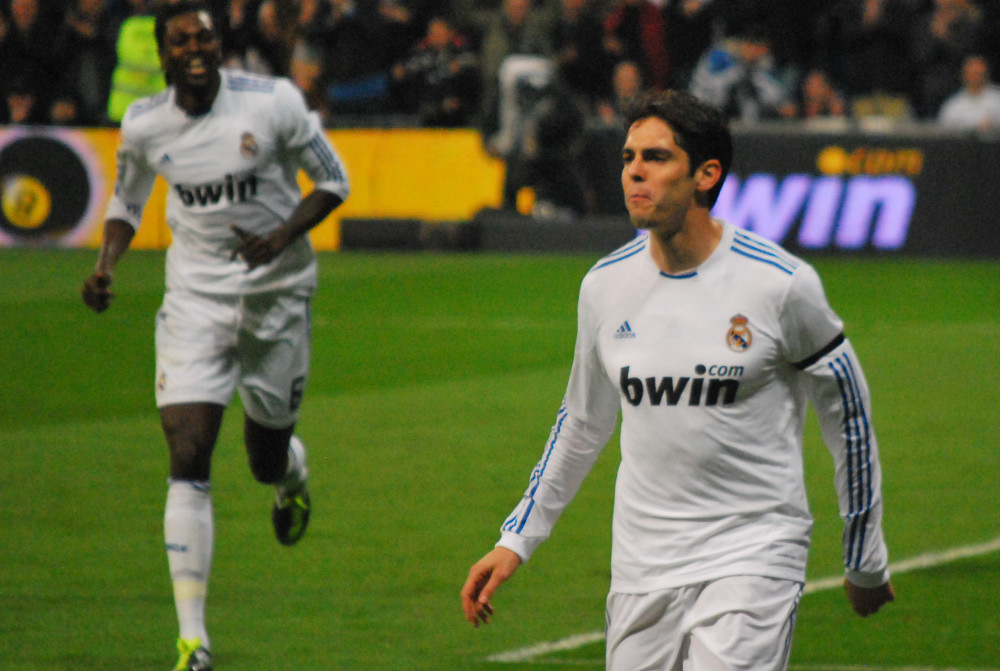
2011년 2월 6일, 4-1로 이긴 레알 소시에다드와의 안방 경기에서 골을 자축하는 카카

2010년 8월 5일, 레알 마드리드는 장기간 부상으로 제상태가 아니였던 카카의 왼쪽 무릎 수술이 성공적으로 끝났다고 발표했고, 4달 동안 경기에 출전하지 못할 것이라고 덧붙였다. 카카는 장기간 부상에서 복귀했고, 주제 모리뉴 감독은 카카의 부상 복귀가 선수를 새로 영입한 것과 같다고 평했다. 8달 간의 부재 끝에, 카카는 2011년 1월 3일, 3-2로 이긴 헤타페와의 경기에서 77분에 카림 벤제마와 교체되어 오랜 만에 경기장을 밟았다. 그는 자신이 "(...) 경기장을 밟고 경기를 다시 치를 수 있다는 것이 기쁩니다."라고 감격했다. 그의 부상 복귀 후 첫 리그 골 (이자 시즌 첫 골) 은 2011년 1월 9일 비야레알전에서 터졌는데, 그는 크리스티아누 호날두의 도움을 받아 골망을 흔들었고, 경기는 4-2 승리로 끝났다.
2011년 3월, 카카는 장경인대증후군으로 통증을 호소했고, 결국 몇 주 동안 경기를 치를 수 없게 되었다. 부상에서 복귀한 후, 그는 발렌시아와의 경기에서 두 골을 기록해 대승에 일조했다. 카카는 레알 마드리드에서의 두 번째 시즌에 라 리가와 수페르코파 데 에스파냐를 모두 숙적 바르셀로나에 내주었지만, 코파 델 레이 우승을 거두었다. 레알 마드리드는 UEFA 챔피언스리그에서도 준결승전에 바르셀로나에 밀려 탈락했다. 카카는 2010-11 시즌에 모든 대회를 합해 20경기에 출전해, 7골 6도움을 기록했다.

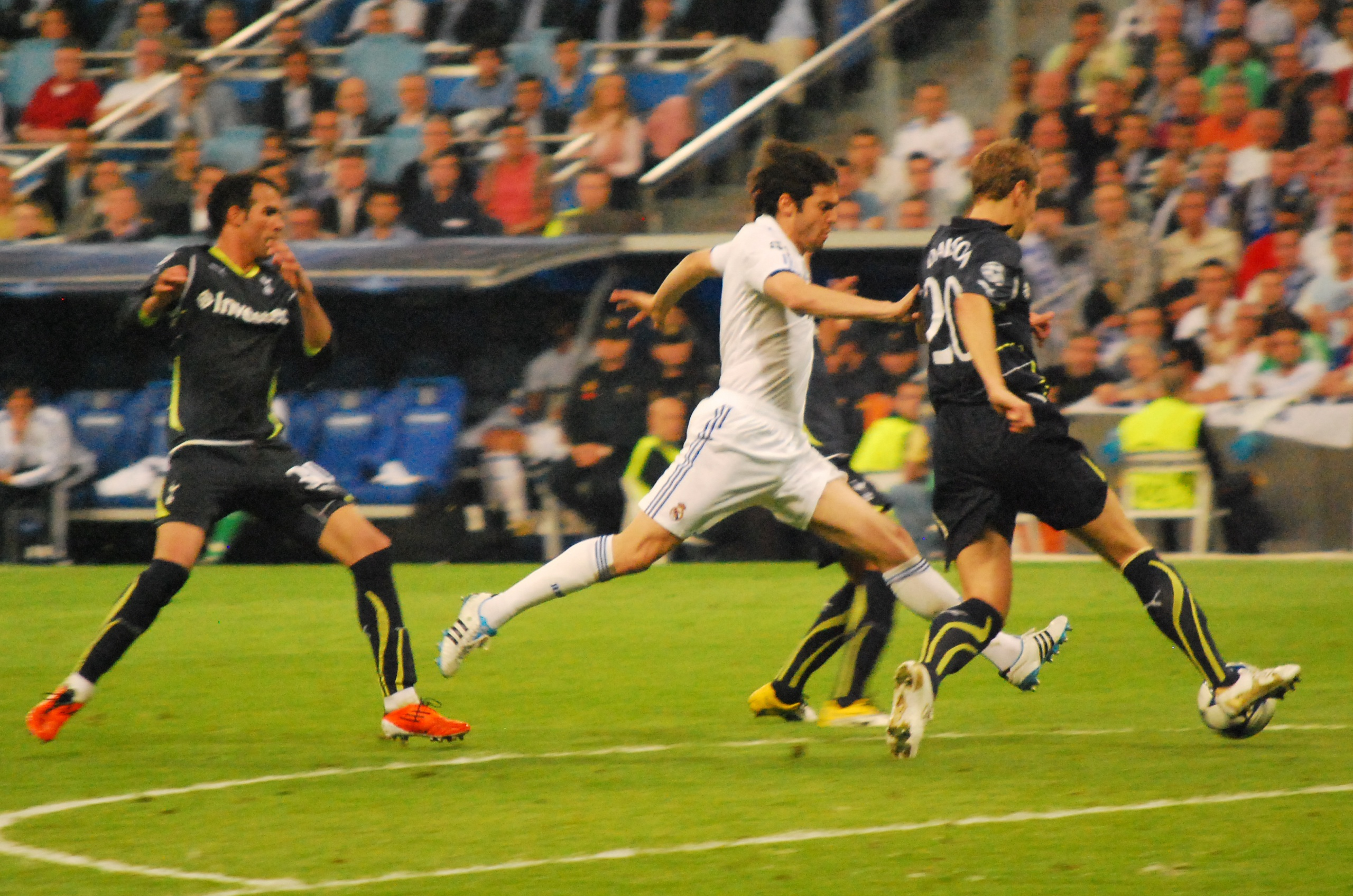
토트넘 홋스퍼와의 UEFA 챔피언스리그 경기에 출전한 카카

2011년 9월 27일, 카카는 아약스와의 UEFA 챔피언스리그 경기에서 레알 마드리드에 입단한 이래 가장 좋은 경기를 펼쳤는데, 그는 1골 1도움을 기록하고 그 날 경기에서 최고의 공격을 전개해 3-0 승리를 공헌했다: 메수트 외질, 크리스티아누 호날두, 그리고 카림 벤제마가 역습에 참가했다. 카카는 이후 그날 UEFA 챔피언스리그 경기의 최우수 선수로 선정되었다. 이 경기로, 카카는 이 시즌에 선발 기회를 가장 많이 잡았는데, 2골을 넣고, 2번의 골을 돕고, 한 번의 페널티킥을 유도했다. 2011-12 시즌, 레알 마드리드는 역대 최다 승점인 100점을 기록하며 라 리가 우승을 거두었고, 카카는 9번의 골을 돕고 5골을 직접 넣었다. 그러나, UEFA 챔피언스리그에서는 2년 연속 준결승전을 넘지 못했는데, 나중에 준우승을 차지한 바이에른 뮌헨에게 승부차기 끝에 패했다. 호날두, 카카, 그리고 세르히오 라모스가 레알 마드리드 주자로 나와 결정적인 실축을 범했다. 카카는 그 시즌에 UEFA 챔피언스리그에서 가장 많은 도움을 준 선수들 중에 한 명이었는데, 5번 도움을 주었다. 그는 시즌을 모든 대회 통틀어 8골 14도움을 올리는 것으로 마쳤다. 코파 델 레이는 8강에서 나중에 우승을 차지한 바르셀로나에게 패해 탈락했다.

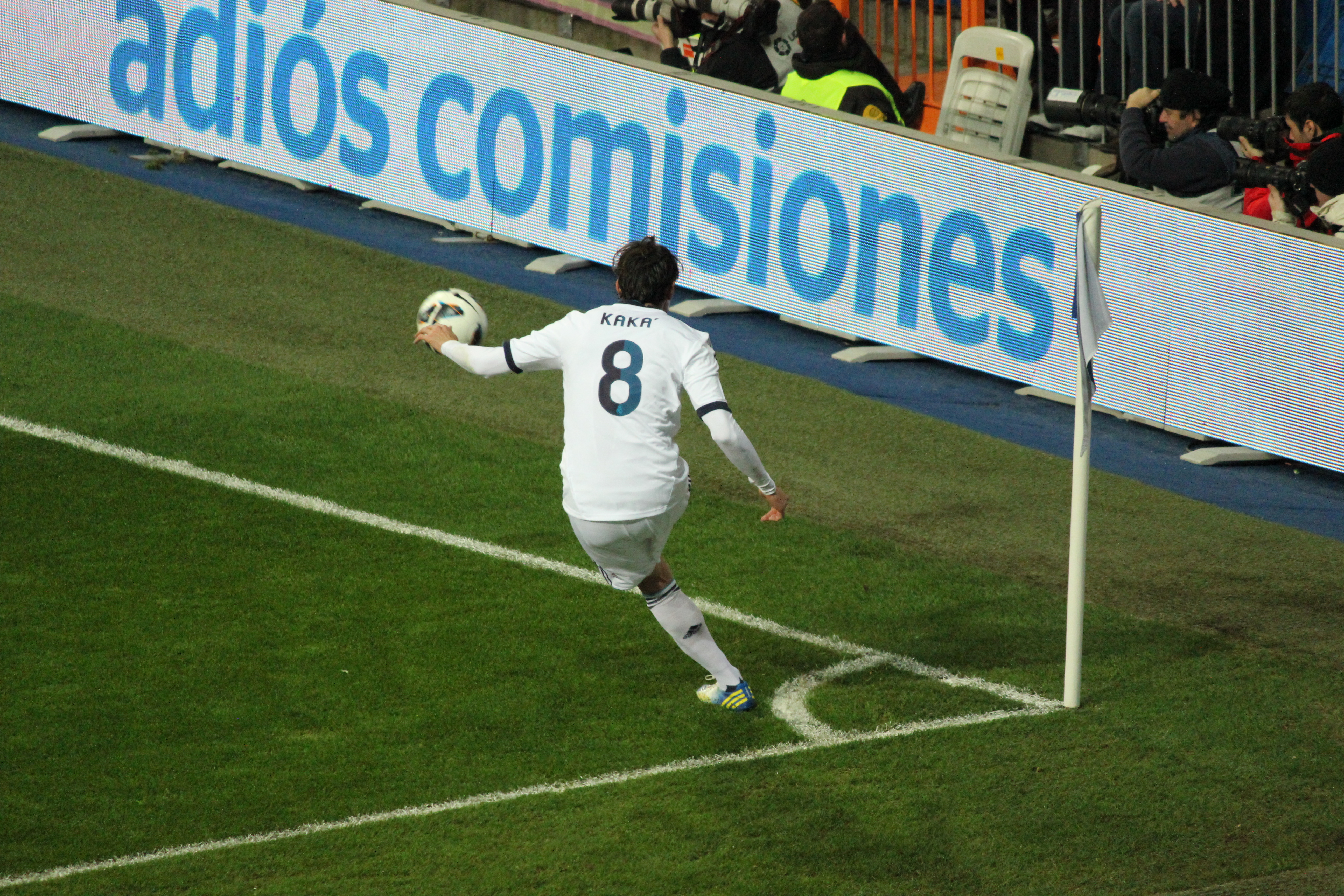
2013년 2월, 세비야와의 라 리가 경기에서 마드리드의 코너킥을 차는 카카

레알 마드리드는 숙적 바르셀로나를 이기고 수페르코파 데 에스파냐 2012를 따는 것으로 2012-13 시즌을 시작했다. 2012년 12월 4일, 4-1로 이긴 아약스와의 경기에서 득점을 기록한 후, 카카는 28골로 브라질의 UEFA 챔피언스리그 최다 득점자에 등극했다. 경기 후, 카카는 "이 골은 저에게 소중한 골이었고, 저는 레알 마드리드를 돕기 위해 더 많은 골을 넣고 싶습니다. 절실히 필요한 승리를 거뒀고, 특별한 밤이었습니다."라고 말했다. 2013년 1월 12일, 오사수나와의 경기에서 카카는 30분도 채 되지 않아 18분만에 경고를 받아 논란의 퇴장을 당했다. 이는 그가 2009년에 밀란에서 마드리드에 합류한 이래 처음 받은 퇴장이며 2010년 FIFA 월드컵에서 브라질 대표로 치른 코트디부아르전 이래 처음 받은 퇴장이었다. 레알 마드리드는 라 리가에서 바르셀로나에 이어 2위를 차지했고, 코파 델 레이도 같은 연고지의 아틀레티코 마드리드에 패해 준우승을 차지했다. UEFA 챔피언스리그도 3년 연속으로 준결승전을 넘지 못했는데, 이번에는 나중에 준우승을 차지한 도르트문트에 밀렸다.
2013년 8월 29일, 카카는 레알 마드리드를 떠날 의사를 밝혔는데, 카카는 마드리드 소속으로 4년 동안 모든 대회를 통틀어 120경기에 출전해 29골 32도움을 기록했다. 그는 트위터의 공개장을 통해 레알 마드리드와 지지자들과 작별했다.

### 밀란 복귀
밀란은 2013년 9월 2일, 카카가 레알 마드리드에서 자유이적으로 밀란에 합류할 것임을 발표했고, 마드리드에 진 개인적인 장려금 문제 해결만 남았다고 덧붙였다. 개인적인 합의를 본 후, 그는 2년 계약을 맺었다. 카카의 계약서에 따르면 그는 €4M의 연봉을 받을 것으로 되어 있고, 예전에 밀란에서 쓰던 등번호인 22번을 받았다. 그는 입단과 함께 부주장으로 임명되었다. 그는 키아소와의 경기에서 마르코 아멜리아 골키퍼의 완장을 받아 복귀 후 처음으로 주장을 맡았다.
카카는 첫 공식전에서 왼쪽 내전근이 파열되었는데, 몸상태를 회복할 때까지 밀란으로부터 급여를 받지 않겠다고 선언했다. 10월 19일, 그는 1-0으로 이긴 우디네세와의 안방 경기에서 76분에 교체로 나와 복귀전을 치렀다. 10월 22일, 바르셀로나와의 UEFA 챔피언스리그 경기에서, 그는 호비뉴의 골을 도와 안방에서의 경기를 1-1로 끝냈다. 그의 첫 골은 10월 30일 1-1로 비긴 라치오와의 산 시로 안방 경기에서 기록했는데, 그가 찬 공은 페널티 구역 외곽에서 감겨서 오른쪽 위 구석에 꽂혔다고 ESPN에서 묘사했다. 2014년 1월 7일, 아탈란타와의 경기에서 선제골을 성공시킨 카카는 밀란에서의 100번째 골을 성공했다. 그는 30분 후 한 골을 추가했다. 2014년 3월 29일, 카카는 키에보를 상대로 한 자신의 밀란 300번째 경기에서 2골을 기록해 3-0 승리를 견인했다.
2014년 6월, 카카가 올랜도 시티와 협상이 진행중인 것으로 밝혀졌고, 2015년 1월에 메이저 리그 사커 (MLS) 에 합류했을 때 입단하기로 결정되었다. 2014년 6월 30일, 카카의 밀란과의 계약이 1년 남은 와중에 상호 계약 해지로 취소했는데, 이는 밀란이 유럽대항전 진출에 따른 방출 조항 발동에 의한 결과였다.

### 올랜도 시티

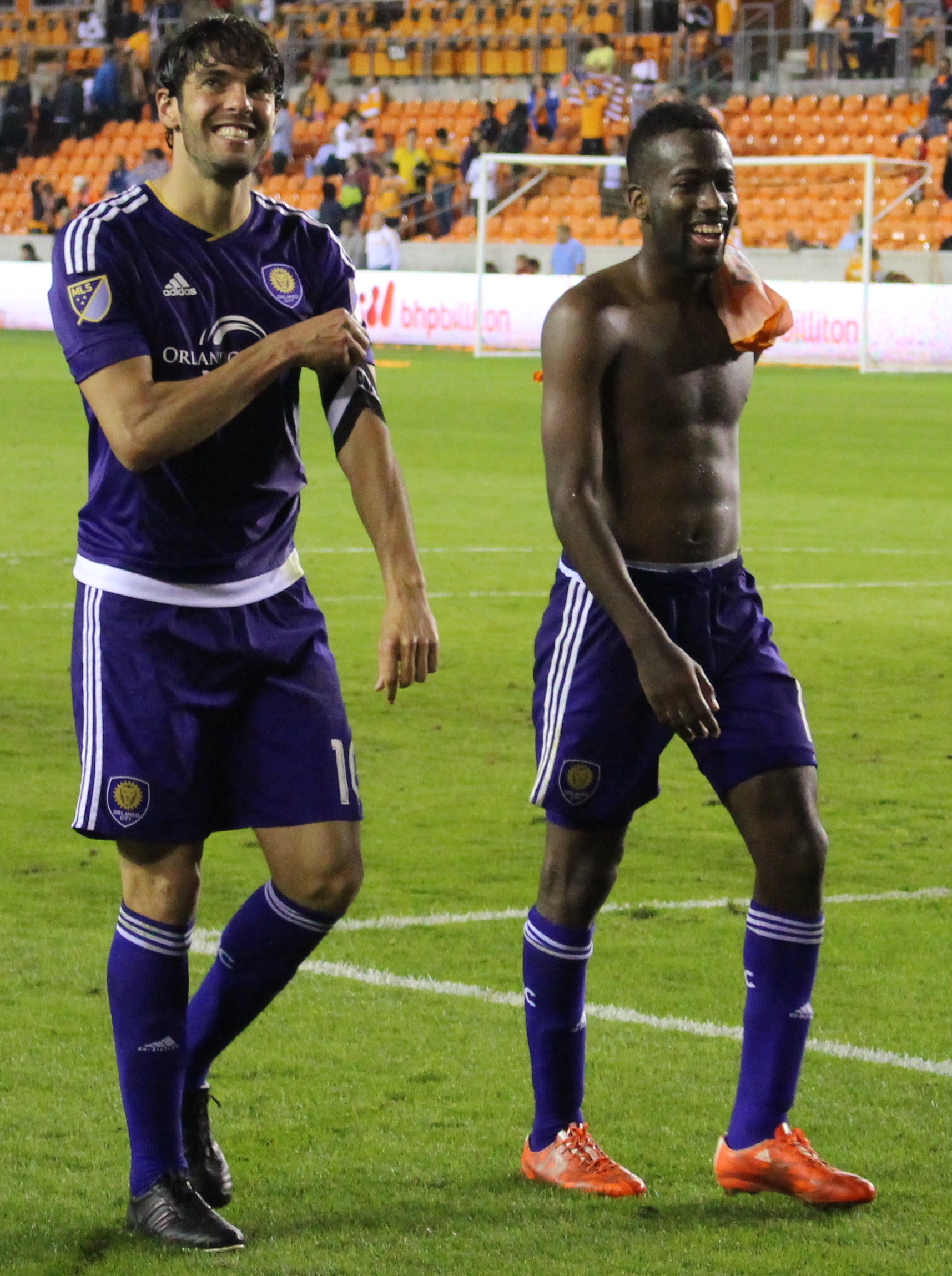
2015년, 올랜도 시티의 카카와 케빈 몰리노

카카는 MLS의 올랜도 시티가 영입한 첫 지정 선수였다. 그는 "항상" 미국에서 뛸 생각을 했다고 밝혔고, 브라질인 구단주 플라비우 아우구스투 다 시우바가 입단의 계기를 마련했다고 밝혔다. 올랜도가 2015 시즌에 합류하기 전까지, 카카는 친정 구단인 상파울루로 임대되었고, 그는 복귀가 "매우 만족스럽다"고 밝혔다.
올랜도 시티 입단으로, 카카는 MLS 역사상 최고 주급 선수로 기록되었는데, 기본 연봉은 $6.6M으로 보상으로 연간 $7.2M의 급여가 보장되었다.

#### 상파울루 임대
2014년 7월 3일, 카카는 상파울루에 입단하여 이튿날부터 훈련을 시작했다. 2014년 7월 27일, 그는 고이아스와의 리그전에서 복귀전을 펼쳤고, 선발로 출전한 카카는 76분에 골을 터뜨렸지만, 1-2로 패했다. 2014년 9월 4일, 코파 수다메리카나 2라운드 경기에서, 카카는 크리시우마를 상대로 득점을 기록해 2-0 승리에 일조했다. 2014년 11월 9일, 카카는 비토리아를 상대로 2-1 결승골을 넣었다.

#### 올랜도 시티 복귀
카카는 4-0으로 이긴 댈러스와의 친선전에서 올랜도 시티의 개인 1호골을 기록했다. 그는 이어서 뉴욕 시티와의 친선전에서도 득점해 경기를 1-1로 끝냈다. 2015년 3월 8일, 카카는 사이트러스 볼 경기장에서 열린 뉴욕 시티와의 MLS 첫 경기에서 프리킥으로 1-1 동점골을 기록해, 올랜도 시티의 공식 경기 1호골 득점자로 기록되었다. 2015년 3월 28일, 카카는 2-2로 이긴 몬트리올 임팩트과의 경기에서 1골을 득점하고 다른 1골을 도왔다. 카카는 3월 에티하드 항공 MLS 이달의 선수 투표에서 2위에 올랐다.
2015년 4월 13일, 카카는 2-0으로 이긴 포틀랜드 팀버스전에서 페널티킥을 성공시켰다. 2015년 5월 17일, 카카는 작년에 MLS의 정상에 오른 로스앤젤레스 갤럭시를 상대로 1골을 추가하고 또 한골을 도와 4-0 대승을 견인했다. 그러함에 따라, 올랜도는 전 시즌 MLS 우승 구단을 3점 이상으로 격파한 최초의 신생 구단이 되었다. 6월 30일, 카카는 올랜도의 US 오픈컵 첫 경기에서 21분에 선제골을 기록해 콜럼버스 크루와의 5라운드 안방 경기에서 2-0으로 이길 수 있게 했고, 구단은 대회 8강에 올랐다. 7월 5일, 그는 1-1로 비긴 레알 솔트레이크와의 원정 경기에서 처음으로 즉시 퇴장을 당했다. 그는 앞서 같은 경기에서 득점을 기록했었다. 그 달 말, 카카는 2015년 MLS 올스타 게임에 주장으로 참가했다. 콜로라도주 커머스 시티의 딕스 스포팅 구즈 파크에서 열린 7월 29일 MLS 올스타 게임에서, 그는 페널티킥으로 득점을 올리고 다비드 비야의 골을 도왔고, MLS 올스타는 토트넘 홋스퍼를 2-1로 이겼다. 카카는 경기 후 최우수 선수로 선정되었다. 그의 노고에도 불구하고, 올랜도 시티는 2009년의 시애틀 사운더스처럼 합류 원년에 MLS컵 플레이오프전에 진출하지 못했는데, 올랜도는 동부 리그의 6위에 아깝게 들지 못했다.
부상으로 빠지면서 올랜도 시티의 메이저 리그 사커 2016 처음 3경기에 결장한 카카는 4월 3일에 포틀랜드 팀버스와의 일전을 앞두고 선발로 복귀했다. 그는 2골을 돕고 스스로 한 골을 득점해 안방에서의 4-1 승리를 견인했고, 훌륭한 활약으로 MLS 이 주의 팀 일원으로도 선정되었다. 2016년 7월, 그는 2016년 MLS 올스타 게임의 명단에 이름을 올렸다. 그는 두 번째 MLS 시즌을 24경기에 출전해 9골 10도움을 기록하는 것으로 마쳤지만, 올랜도는 이번 시즌에도 MLS컵 플레이오프전 진출이 좌절되었다.

## 국가대표팀 경력

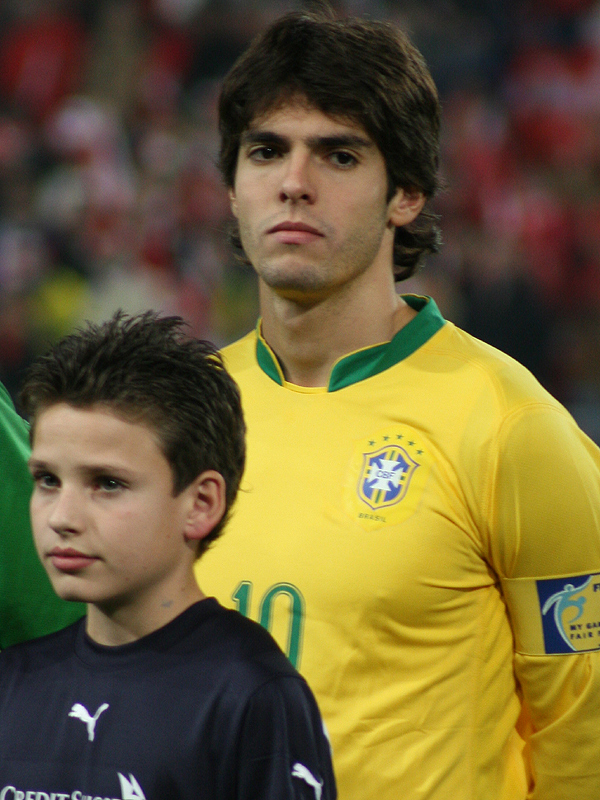
브라질 국가대표팀의 카카

카카는 2001년 FIFA U-20 월드컵을 앞두고 차출되었으나 브라질은 가나와의 8강전에서 패배했다. 몇 달 후, 그는 2002년 1월 31일, 볼리비아와의 친선경기에서 브라질 성인 국가대표팀 첫 경기를 치렀다. 그는 대한민국과 일본에서 열린 2002년 FIFA 월드컵에 브라질의 선수단 일원으로 참가했지만, 코스타리카와의 조별 리그 최종전에서 막판 25분을 출전하는데 그쳤다.
2003년 카카는 2003년 CONCACAF 골드컵에 U-23 국가대표팀 동료들과 함께 출전해 주장을 맡았고, 멕시코에 이어 준우승을 차지했다. 그는 대회에서 3골을 기록하기도 했다. 그는 독일에서 열린 2005년 FIFA 컨페더레이션스컵 경기에 참가했다. 그는 5번의 경기에 모두 출전해 4-1 완승을 거둔 아르헨티나와의 결승전에서 1골을 기록했다.

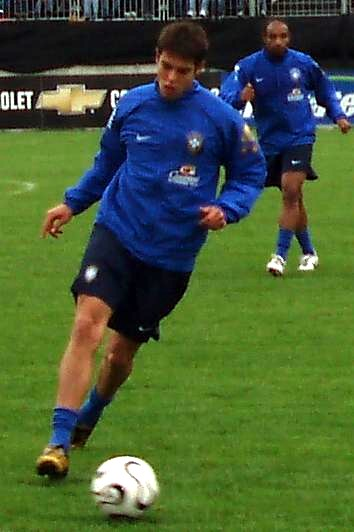
2006년 FIFA 월드컵을 앞두고 브라질 국가대표팀 훈련에 임하는 카카

카카는 2006년 FIFA 월드컵에서 FIFA 월드컵 본선 경기에 처음으로 선발 출전했고, 1-0으로 이긴 크로아티아와의 경기에서 브라질의 선제골이자, 그의 대회 처음이자 마지막 골을 기록했고, 그는 최우수 선수로 선정되었다. 카카는 대회 남은 기간 동안 꾸준한 활약을 펼치지 못했는데, 브라질은 프랑스와의 8강전에서 티에리 앙리에게 결승골을 실점해 대회에서 탈락했다. 2006년 9월 3일, 숙적 아르헨티나와의 친선전에서 교체로 출전한 카카는 굴절된 아르헨티나의 코너킥으로 공을 받아 리오넬 메시를 제친 뒤 공을 경기장 전체의 4분에 3만큼 앞으로 끌고간 뒤 득점을 기록했다.
2007년 5월 12일, 세리에 A와 UEFA 챔피언스리그 일정으로 국가대표팀 경기에 참가하기 빡빡하다고 호소한 카카는 나중에 브라질이 우승한 2007년 코파 아메리카의 참가를 포기했다. 코파 아메리카에 참가하지 않은 그는 2007년 8월 22일에 알제리와의 친선전을 앞두고 국가대표팀에 복귀했다.
카카는 2009년 FIFA 컨페더레이션스컵에 등번호 10번을 받고 2006년 FIFA 월드컵 이래 첫 국제 대회에 참가했다. 그는 6월 14일, 이집트와의 조별 리그 경기에서 2골을 기록했는데, 그는 5분 만에 득점한 뒤 90분의 페널티킥을 성공시켜 브라질에게 4-3 승리를 가져다 주었다. 카카는 같은 대회에서 2도움도 기록했다. 그는 FIFA 컨페더레이션스컵 최우수 선수로 선정되어 골든 볼을 받았고, 미국과의 경기에서 브라질의 3-2 역전승을 도와 결승전 최우수 선수로도 선정되었다.

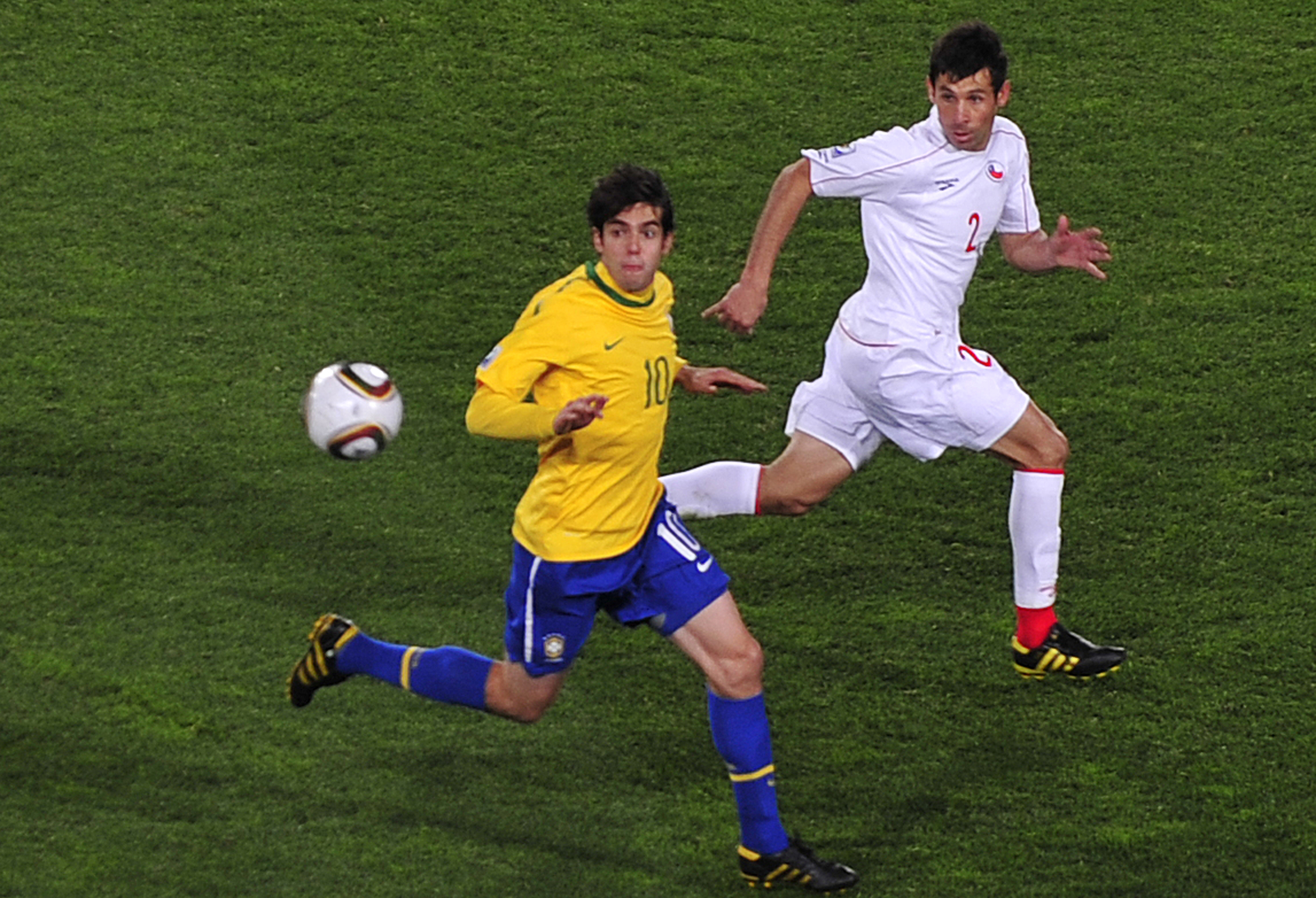
2010년 FIFA 월드컵에서 칠레를 상대하는 브라질의 카카 (왼쪽)

남아프리카 공화국에서 열린 2010년 FIFA 월드컵에서 6월 20일에 코트디부아르와 일전을 벌이는 가운데, 카카는 논란의 두 번째 경고를 받아 퇴장당했다. 두 번째 경고는 압둘 카데르 케이타를 팔꿈치로 가격했다는 판정으로 받은 것이었다. 카카는 대회를 3도움으로 끝내 공동 최다 도움을 기록했지만, 대회를 무득점으로 마치기도 했다. 브라질은 나중에 준우승을 차지한 네덜란드와의 8강전에서 1-2로 져 FIFA 월드컵에서 탈락했다. 여러 차례 부상을 당해 1년도 넘게 국가대표팀 경기에 출전하지 못한 카카는 2011년 10월 27일에 11월에 치를 가봉과 에콰도르와의 친선전을 앞두고 차출되었다. 그는 나중에 종아리 부상으로 명단에서 제외되었고, 두 경기 모두 결장했다.
브라질 대표로 출전한 지 2년이 흐른 후, 카카는 2012년 9월 28일에 이라크와 일본과의 10월 친선전을 앞두고 차출되었다. 국가대표팀 (Seleção) 에 차출된 카카는 "저는 이 차출이 놀랍다고 생각합니다 ... 명단이 공개되었을 때, 저는 매우 행복했습니다. 마치 첫 차출과 같았습니다."라고 말했다. 마누 메네지스 감독은 카카와 오스카르가 경기에 임하는 방식이 비슷하지만, 카카가 최근에 경기에 임하는 방식을 변경해 둘 간의 궁합이 좋을 것이라 주장했다. 카카는 이라크와 일본을 상대로 한 복귀 2연전에서 모두 득점해 각각 6-0, 4-0 승리를 일조했다. 카카는 자신의 자리를 지켜 2012년 11월 14일, 콜롬비아와 치른 브라질의 1,000번째 국제 경기에 출전했고, 이 친선전은 1-1 무승부로 끝났다.
2013년 3월 5일, 카카는 루이스 펠리피 스콜라리 신임 브라질 국가대표팀 감독의 부름을 받아 그 달 말 런던에서 치를 이탈리아와 제네바에서 치를 러시아와의 친선경기 둘을 앞두고 처음으로 차출되었다. 그러나, 카카는 2013년 FIFA 컨페더레이션스컵에 국가대표팀에 차출되지 못했고, 2014년 FIFA 월드컵에도 스콜라리의 명단에 이름이 없었다. 거의 18개월이 흐른 후, 카카는 2014년 10월, 둥가 신임 감독의 부름을 받고 아르헨티나와 일본과의 친선전을 치르기 위해 차출되었다.
2015년 5월 1일, 카카는 브라질의 2015년 코파 아메리카 예비 명단 7인에 이름을 올렸지만, 본선 최종 명단에 이름을 올리지 못했다. 2015년 8월, 그는 9월 친선전을 앞두고 또다시 국가대표팀에 차출되었고, 1-0으로 이긴 코스타리카와의 9월 5일 경기에서 교체로 출전했다. 이는 그가 거의 1년 만에 출전한 브라질 국가대표팀 경기였고, 그의 통산 90번째 국제 경기였다.
도글라스 코스타가 2016년 5월 말에 왼쪽 허벅 지 부상으로 브라질의 코파 아메리카 센테나리오 선수단에 합류하지 못하게 됨에 따라, 카카는 둥가 감독에 의해 대체자로 차출되었다. 5월 30일, 그는 이어지는 파나마와의 대회 전 연습경기에 출전해, 브라질의 2-0 승리에 일조했다. 그러나 6월에 근육 부상을 당하면서, 카카도 대회에 참가할 수 없게 되었다. 그의 자리는 간수가 대체했다.

## 플레이스타일
"[밀란에서의] 두 시즌, 아니 세 시즌 동안 그는 세계 최고의 선수였고, 그가 할 수 없는 것은 없었습니다."
그의 세대 최고의 선수들 중 한 명으로 고려되는 카카는 FIFA 웹사이트에 "거의 큰 힘을 들이지 않고 수비를 제치고, 수비에 균열이 내는 패스를 전하고, 먼 거리에서 득점할 수 있다"라고 묘사했다. 2000년대 중반에서 후반까지 밀란에서의 전성기와 레알 마드리드에서 부상을 당해 신체적으로 큰 영향이 미치기 전 까지, 그는 빠르고, 강인하며, 발놀림이 좋고, 매우 기술력이 좋고, 창조적인 선수로 균형이 잡히고, 드리블로 수비수를 1대1로 제치거나 역습을 전개할 수 있었다. 카카는 넓은 시야와 패스 능력도 출중해, 동료의 등점 기회를 창출하기도 한다.
주로 플레이메이커형 공격형 미드필더로 기용된 그는 골 결정력과 득점 기회 창출 능력을 지니고 있다. 다재다능한 선수로, 그는 다른 공격 임무를 맡거나, 양쪽 어느 쪽이든 측면 공격 임무를 맡을 수 있으며, 간혹 후방 공격수나 공격수로 배치되기도 한다. 이 장점 외에도 카카는 페널티 구역 안과 밖에서 양발로 강하고 정확한 슛을 쏠 수 있다. 그는 정확한 페널티킥 주자이기도 하다.
선수 말년에는 중앙 미드필더를 소화하는 경기가 많아졌는데, 현대축구로 접어들면서 공격형 미드필더를 찾아보기 힘든 것도 그렇고, 부상으로 인해 예전과 같은 주력을 갖고 있지 않기 때문에 압박에서 조금 더 자유롭기 위해 위치를 내린 것으로 보인다. 그래도 기존에 킬패스 능력이 워낙 출중했기 때문에 중앙 미드필더 역할도 준수하게 소화하는 경기들이 많았다.

## 사생활

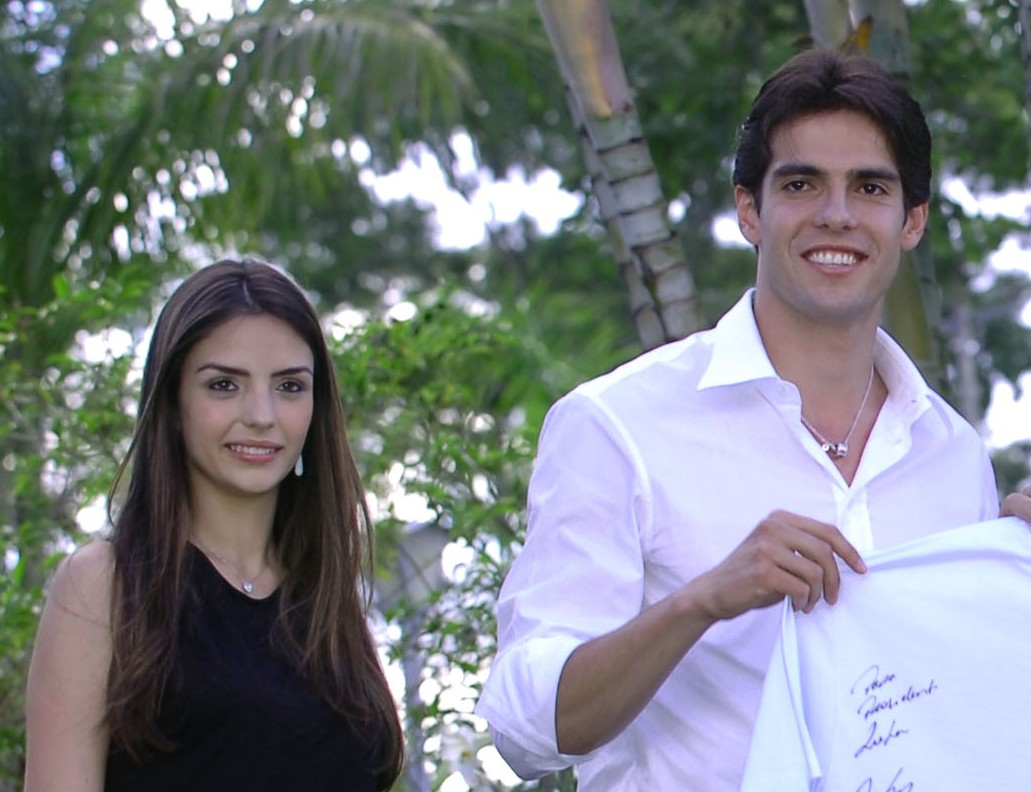
카카와 전처 카롤리네

2005년 12월 23일, 카카는 소꿉 친구인 카롤리니 실리쿠와 상파울루의 그리스도 부활 기독 교회에서 결혼했다. 부부 사이에는 두 자녀가 있다: 아들 루카 실리쿠 레이치 (2008년 6월 10일생)와 이사벨라 (2011년 4월 23일생) 가 그들이다. 2015년, 사회 매체를 통해 카카와 실리쿠는 파경 소식을 전했다.
2007년 2월 12일, 카카는 이탈리아 이중 국적을 획득했다. 그는 아디다스의 광고에 자주 출현했고, 아르마니와의 전속 계약도 맺었는데, 후자의 경우 밀란 동료와 2007년 초에 발행한 돌체 & 가바나 화보전에서 빠지게 되었다.
카카는 EA 스포츠의 FIFA 전자 오락 시리즈의 FIFA 07에 세계구급 선수이자 같은 국적의 호나우지뉴와 표지를 장식했다. 그는 FIFA 11의 몇몇 지역 표지를 장식하기도 했으며, FIFA 12와 FIFA 16의 표지에도 등장했다.
카카는 전 브라질 국가대표팀 선수이자 상파울루의 주장이었던 하이가 그가 축구에서 본받을 대상이라고 언급했다. 그의 절친한 친구인 마르셀루 사라고사는 미국 2부 리그인 북미 축구 리그 (NASL)의 탬파 베이 라우디스에서 프로 선수로 활약하고 있다. 둘은 신랑 들러리로 서로의 결혼을 보조했다. 그는 콜롬비아 공격수 라다멜 팔카오와도 가깝다.
2012년 4월, 카카는 트위터에 1000만명의 추종자 수를 돌파한 최초의 인물이 되었고, 2015년 3월에는 페이스북 팬 3300만명으로 크리스티아누 호날두, 리오넬 메시, 데이비드 베컴, 그리고 네이마르에 이어 운동 선수로는 5번째로 큰 규모의 사회 매체 규모를 지니게 되었다.

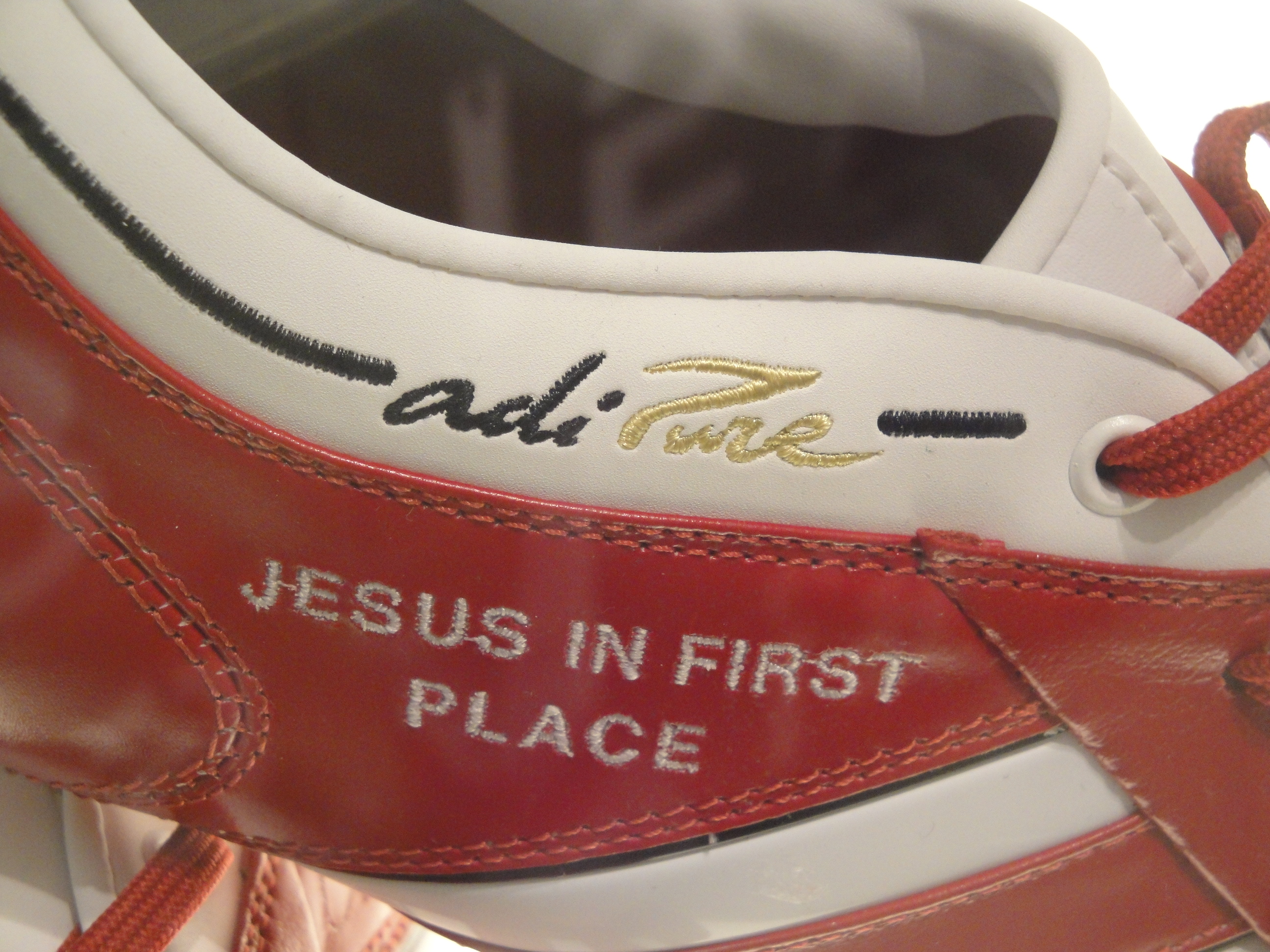
기독교적 믿음이 반영된 카카의 아디다스 축구화

카카는 독실한 복음주의 기독교도로 상파울루의 그리스도 부활 기독 교회에 꾸준히 다녔다. 그는 12세 때 종교에 심취했다: "저는 신념이 무엇이 일어날 것인지 결정할 것이라 배웠습니다." 그는 2002년 FIFA 월드컵 결승전에서 종료 호각 소리가 울렸을 때, 밀란이 2004년에 작은 방패를 확보했을 때, 그리고 2007년에 UEFA 챔피언스리그 우승을 했을 때 유니폼을 벗고 "나는 예수의 소유다"라 쓰여진 셔츠를 드러내고 기도를 올렸다. 그는 같은 문구와 "하느님은 신실하다"라는 문구를 축구화 혀에 박음질하기도 했다. 브라질이 2005년 FIFA 컨페더레이션스컵 결승전에서 아르헨티나를 4-1로 꺾은 후에 치른 뒷풀이에서, 그와 몇몇의 동료들은 "예수님은 당신을 사랑합니다"를 여러 언어로 번역한 문구를 셔츠를 입고 나왔다. 2007년, FIFA 올해의 선수로 선정될 당시, 그는 유년 시절 상파울루의 프로 선수이자 브라질 국가대표 선수로 한 경기를 치를 것을 생각했지만, "[그가] 부탁한 것보다 하느님이 많이 도와주셨다"고 말했다. 비록 같은 목표를 지녔지만, 카카는 예전에 소속했던 하느님의 선수 ("Atletas de Cristo") 에 더 이상 소속되지 않았다. 득점을 자축할 때, 그는 하늘을 가리켜 하느님에 감사를 표한다. 카카가 선호하는 음악은 복음가이며, 성경을 즐겨 읽는다.
2004년 11월부터, 카카는 국제 연합의 세계 식량 계획의 홍보 대사로 위촉되었는데, 위촉 당시 그는 이 업무를 맡은 최연소 인물이었다.
2015년 8월, 카카는 플로리다주 윈터파크의 풀 세일 대학교에 입학해 체육 경영을 전공할 것임을 밝혔다.

## 경력 통계

### 클럽
2017년 10월 15일 기준
| 클럽          | 시즌      | 리그             | 리그 | 리그 | 컵   | 컵 | 대륙 | 대륙 | 기타 | 기타 | 합계 | 합계 |
| 클럽          | 시즌      | 단계             | 출장 | 골   | 출장 | 골 | 출장 | 골   | 출장 | 골   | 출장 | 골   |
| ------------- | --------- | ---------------- | ---- | ---- | ---- | -- | ---- | ---- | ---- | ---- | ---- | ---- |
| 상파울루      | 2001      | 브라실레이랑     | 27   | 12   | 7    | 1  | 5    | 0    | 16   | 4    | 55   | 17   |
| 상파울루      | 2002      | 브라실레이랑     | 22   | 9    | 9    | 6  | —    | —    | 17   | 8    | 48   | 23   |
| 상파울루      | 2003      | 브라실레이랑     | 10   | 2    | 5    | 0  | —    | —    | 7    | 5    | 22   | 7    |
| 상파울루      | 2014      | 브라실레이랑     | 19   | 2    | 0    | 0  | 5    | 1    | —    | —    | 24   | 3    |
| 상파울루      | 합계      | 합계             | 78   | 25   | 21   | 7  | 10   | 1    | 40   | 17   | 149  | 50   |
| 밀란          | 2003–04   | 세리에 A         | 30   | 10   | 4    | 0  | 10   | 4    | 1    | 0    | 45   | 14   |
| 밀란          | 2004–05   | 세리에 A         | 36   | 7    | 1    | 0  | 13   | 2    | 1    | 0    | 51   | 9    |
| 밀란          | 2005–06   | 세리에 A         | 35   | 14   | 2    | 0  | 12   | 5    | —    | —    | 49   | 19   |
| 밀란          | 2006–07   | 세리에 A         | 31   | 8    | 2    | 0  | 15   | 10   | —    | —    | 48   | 18   |
| 밀란          | 2007–08   | 세리에 A         | 30   | 15   | 0    | 0  | 8    | 2    | 3    | 2    | 41   | 19   |
| 밀란          | 2008–09   | 세리에 A         | 31   | 16   | 1    | 0  | 4    | 0    | —    | —    | 36   | 16   |
| 밀란          | 2013–14   | 세리에 A         | 30   | 7    | 1    | 0  | 6    | 2    | —    | —    | 37   | 9    |
| 밀란          | 합계      | 합계             | 223  | 77   | 11   | 0  | 68   | 25   | 5    | 2    | 307  | 104  |
| 레알 마드리드 | 2009–10   | 라 리가          | 25   | 8    | 1    | 0  | 7    | 1    | —    | —    | 33   | 9    |
| 레알 마드리드 | 2010–11   | 라 리가          | 14   | 7    | 3    | 0  | 3    | 0    | —    | —    | 20   | 7    |
| 레알 마드리드 | 2011–12   | 라 리가          | 27   | 5    | 4    | 0  | 8    | 3    | 1    | 0    | 40   | 8    |
| 레알 마드리드 | 2012–13   | 라 리가          | 19   | 3    | 2    | 1  | 6    | 1    | 0    | 0    | 27   | 5    |
| 레알 마드리드 | 합계      | 합계             | 85   | 23   | 10   | 1  | 24   | 5    | 1    | 0    | 120  | 29   |
| 올랜도 시티   | 2015      | 메이저 리그 사커 | 28   | 9    | 2    | 1  | —    | —    | —    | —    | 30   | 10   |
| 올랜도 시티   | 2016      | 메이저 리그 사커 | 24   | 9    | 0    | 0  | —    | —    | —    | —    | 24   | 9    |
| 올랜도 시티   | 2017      | 메이저 리그 사커 | 23   | 6    | 1    | 0  | —    | —    | —    | —    | 24   | 6    |
| 올랜도 시티   | 합계      | 합계             | 75   | 24   | 3    | 1  | —    | —    | —    | —    | 78   | 25   |
| 경력 합계     | 경력 합계 | 경력 합계        | 461  | 149  | 44   | 9  | 102  | 31   | 46   | 19   | 654  | 208  |

1. ↑  코파 메르코수르, 코파 수다메리카나, UEFA 챔피언스리그, 및 UEFA컵 경기 포함
2. ↑  캄페오나투 파울리스타, 토르네이우 히우-상파울루, 수페르코파 이탈리아나, 수페르코파 데 에스파냐, UEFA 슈퍼컵, 인터콘티넨털컵, 및 FIFA 클럽 월드컵 경기 포함

### 국가대표팀
2016년 5월 29일 기준
| 국가대표팀 | 연도 | 출장 | 득점 |
| ---------- | ---- | ---- | ---- |
| 브라질     |      |      |      |
| 2002       | 5    | 1    |      |
| 2003       | 10   | 5    |      |
| 2004       | 8    | 3    |      |
| 2005       | 13   | 3    |      |
| 2006       | 11   | 5    |      |
| 2007       | 12   | 5    |      |
| 2008       | 3    | 1    |      |
| 2009       | 13   | 3    |      |
| 2010       | 7    | 1    |      |
| 2012       | 3    | 2    |      |
| 2013       | 2    | 0    |      |
| 2014       | 2    | 0    |      |
| 2015       | 2    | 0    |      |
| 2016       | 1    | 0    |      |
| 합계       | 합계 | 92   | 29   |

### 국가대표팀 득점 기록
출처:
| #   | 날짜             | 장소                          | 상대         | 점수 | 최종결과 | 대회                         |
| --- | ---------------- | ----------------------------- | ------------ | ---- | -------- | ---------------------------- |
| 1.  | 2002년 3월 7일   | 쿠이아바, 브라질              | 아이슬란드   | 6–1  | 승리     | 친선경기                     |
| 2.  | 2003년 7월 19일  | 마이애미, 미국                | 콜롬비아     | 2–0  | 승리     | 2003년 CONCACAF 골드컵       |
| 3.  | 2003년 7월 19일  | 마이애미, 미국                | 콜롬비아     | 2–0  | 승리     | 2003년 CONCACAF 골드컵       |
| 4.  | 2003년 7월 23일  | 마이애미, 미국                | 미국         | 2–1  | 승리     | 2003년 CONCACAF 골드컵       |
| 5.  | 2003년 9월 7일   | 바랑키야, 콜롬비아            | 콜롬비아     | 1–2  | 승리     | 2006년 FIFA 월드컵 예선전    |
| 6.  | 2003년 10월 11일 | 쿠리치바, 브라질              | 우루과이     | 3–3  | 무승부   | 2006년 FIFA 월드컵 예선전    |
| 7.  | 2004년 4월 28일  | 부다페스트, 헝가리            | 헝가리       | 1–4  | 승리     | 친선경기                     |
| 8.  | 2004년 10월 10일 | 마라카이보, 베네수엘라        | 베네수엘라   | 2–5  | 승리     | 2006년 FIFA 월드컵 예선전    |
| 9.  | 2004년 10월 10일 | 마라카이보, 베네수엘라        | 베네수엘라   | 2–5  | 승리     | 2006년 FIFA 월드컵 예선전    |
| 10. | 2005년 3월 27일  | 고이아니아, 브라질            | 페루         | 1–0  | 승리     | 2006년 FIFA 월드컵 예선전    |
| 11. | 2005년 6월 29일  | 프랑크푸르트 암 마인, 독일    | 아르헨티나   | 4–1  | 승리     | 2005년 FIFA 컨페더레이션스컵 |
| 12. | 2005년 11월 10일 | 아부다비, 아랍에미리트        | 아랍에미리트 | 0–8  | 승리     | 친선경기                     |
| 13. | 2006년 6월 4일   | 제네바, 스위스                | 뉴질랜드     | 4–0  | 승리     | 친선경기                     |
| 14. | 2006년 6월 13일  | 베를린, 독일                  | 크로아티아   | 1–0  | 승리     | 2006년 FIFA 월드컵           |
| 15. | 2006년 9월 3일   | 런던, 잉글랜드                | 아르헨티나   | 3–0  | 승리     | 친선경기                     |
| 16. | 2006년 10월 10일 | 스톡홀름, 스웨덴              | 에콰도르     | 2–1  | 승리     | 친선경기                     |
| 17. | 2007년 11월 15일 | 바젤, 스위스                  | 스위스       | 1–2  | 승리     | 친선경기                     |
| 18. | 2007년 3월 24일  | 예테보리, 스웨덴              | 칠레         | 4–0  | 승리     | 친선경기                     |
| 19. | 2007년 9월 12일  | 폭스버러, 미국                | 멕시코       | 3–1  | 승리     | 친선경기                     |
| 20. | 2007년 10월 17일 | 히우 지 자네이루, 브라질      | 에콰도르     | 5–0  | 승리     | 2010년 FIFA 월드컵 예선전    |
| 21. | 2007년 10월 17일 | 히우 지 자네이루, 브라질      | 에콰도르     | 5–0  | 승리     | 2010년 FIFA 월드컵 예선전    |
| 22. | 2007년 11월 18일 | 리마, 페루                    | 페루         | 1–1  | 무승부   | 2010년 FIFA 월드컵 예선전    |
| 23. | 2008년 10월 11일 | 산크리스토발, 베네수엘라      | 베네수엘라   | 4–0  | 승리     | 2010년 FIFA 월드컵 예선전    |
| 24. | 2009년 6월 6일   | 몬테비데오, 우루과이          | 우루과이     | 4–0  | 승리     | 2010년 FIFA 월드컵 예선전    |
| 25. | 2009년 6월 15일  | 블룸폰테인, 남아프리카 공화국 | 이집트       | 4–3  | 승리     | 2009년 FIFA 컨페더레이션스컵 |
| 26. | 2009년 6월 15일  | 블룸폰테인, 남아프리카 공화국 | 이집트       | 4–3  | 승리     | 2009년 FIFA 컨페더레이션스컵 |
| 27. | 2010년 6월 7일   | 다르 에스 살람, 탄자니아      | 탄자니아     | 5–1  | 승리     | 친선경기                     |
| 28. | 2012년 10월 11일 | 말뫼, 스웨덴                  | 이라크       | 6–0  | 승리     | 친선경기                     |
| 29. | 2012년 10월 16일 | 브로츠와프, 폴란드            | 일본         | 4–0  | 승리     | 친선경기                     |

## 수상 내역

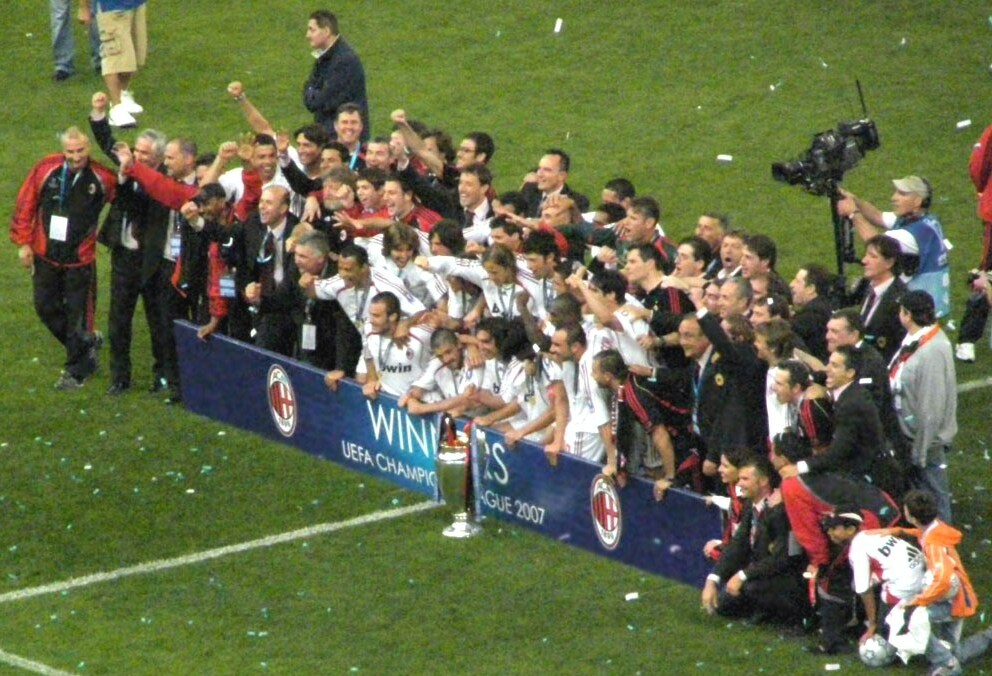
밀란 동료들과 2007년 UEFA 챔피언스리그 우승을 자축하는 카카

#### 상파울루[10]
- 토르네이우 히우-상파울루 : 2001

#### AC 밀란[10]
- 세리에 A : 2003–04
- 수페르코파 이탈리아나 : 2004
- UEFA 챔피언스리그 : 2006–07, 준우승 (2004-05)
- UEFA 슈퍼컵 : 2007
- FIFA 클럽 월드컵 : 2007

#### 레알 마드리드[10]
- 라 리가: 2011–12
- 코파 델 레이: 2010–11
- 수페르코파 데 에스파냐: 2012

#### 브라질[10]
- FIFA 월드컵: 2002
- FIFA 컨페더레이션스컵: 2005, 2009

### 개인
| 상명                                            | 수상 연도        |
| ----------------------------------------------- | ---------------- |
| 플라카르 볼라 지 오우루                         | 2002             |
| 캄페오나투 브라질레이루 세리이 A 볼라 지 프라타 | 2002             |
| CONCACAF 골드컵 대회의 팀                       | 2003             |
| 세리에 A 올해의 외국인 선수                     | 2004, 2006, 2007 |
| 세리에 A 올해의 선수                            | 2004, 2007       |
| UEFA 챔피언스리그 최다 도움                     | 2004–05, 2011–12 |
| UEFA 클럽 올해의 미드필더                       | 2004–05          |
| UEFA 챔피언스리그 득점 3위                      | 2005–06          |
| UEFA 올해의 팀                                  | 2006, 2007, 2009 |
| FIFPro 세계 XI                                  | 2006, 2007, 2008 |
| 팔로네 다르젠토                                 | 2006–07          |
| UEFA 챔피언스리그 최다 득점자                   | 2006–07          |
| UEFA 클럽 올해의 공격수                         | 2006–07          |
| UEFA 올해의 클럽 축구 선수                      | 2006–07          |
| FIFPro 올해의 선수                              | 2007             |
| 발롱도르                                        | 2007             |
| FIFA 올해의 선수                                | 2007             |
| 월드 사커 올해의 선수                           | 2007             |
| IFFHS 최우수 플레이메이커                       | 2007             |
| IAAF 올해의 라틴아메리카 스포츠인               | 2007             |
| 옹즈도르                                        | 2007             |
| FIFA 클럽 월드컵 골든 볼                        | 2007             |
| FIFA 클럽 월드컵 결승전 최우수 선수             | 2007             |
| 타임 100                                        | 2008, 2009       |
| 마라카낭 명예의 전당                            | 2008             |
| 삼바도르                                        | 2008             |
| 마르카 전설                                     | 2009             |
| FIFA 컨페더레이션스컵 골든 볼                   | 2009             |
| FIFA 컨페더레이션스컵 대회의 팀                 | 2009             |
| FIFA 월드컵 최다 도움                           | 2010             |
| 밀란 명예의 전당                                | 2010             |
| MLS 올스타 게임 선발                            | 2015, 2016       |
| MLS 올스타 게임 최우수 선수                     | 2015             |
| UEFA 궁극의 올해의 팀 (후보)                    | 2015             |

#### 발롱도르
- 2004 - 15
- 2005 - 9
- 2006 - 11
- 2007 - 1
- 2008 - 9
- 2009 - 6

#### FIFA 올해의 선수
- 2004 - 10
- 2005 - 8
- 2006 - 7
- 2007 - 1
- 2008 - 4
- 2009 - 4